# Teddy Riner
Teddy Pierre-Marie Riner (Pointe-à-Pitre, 7 aprile 1989) è un judoka francese, che gareggia nella categoria +100 kg. Nel 2024 è stato l'ultimo tedoforo ai giochi olimpici di Parigi assieme a Marie-José Pérec.

## Carriera
Nel 2007 ha vinto sia i campionati mondiali che europei. Successivamente ha partecipato ai Giochi olimpici di Pechino 2008, vincendo il bronzo. Nel 2012 si è laureato campione olimpico della categoria +100 kg ai Giochi di Londra, titolo che ha poi difeso con successo ai Giochi di Rio de Janeiro, dove è stato anche scelto come portabandiera della delegazione francese alla cerimonia di apertura.

Ha il record di titoli mondiali vinti, otto, di cui sei individuali consecutivi nella categoria +100 kg, oltre a uno individuale nella categoria Open ed uno a squadre. Riner detiene anche il record di più giovane campione mondiale della storia, con 18 anni e 5 mesi al momento del suo primo titolo mondiale nel 2007.

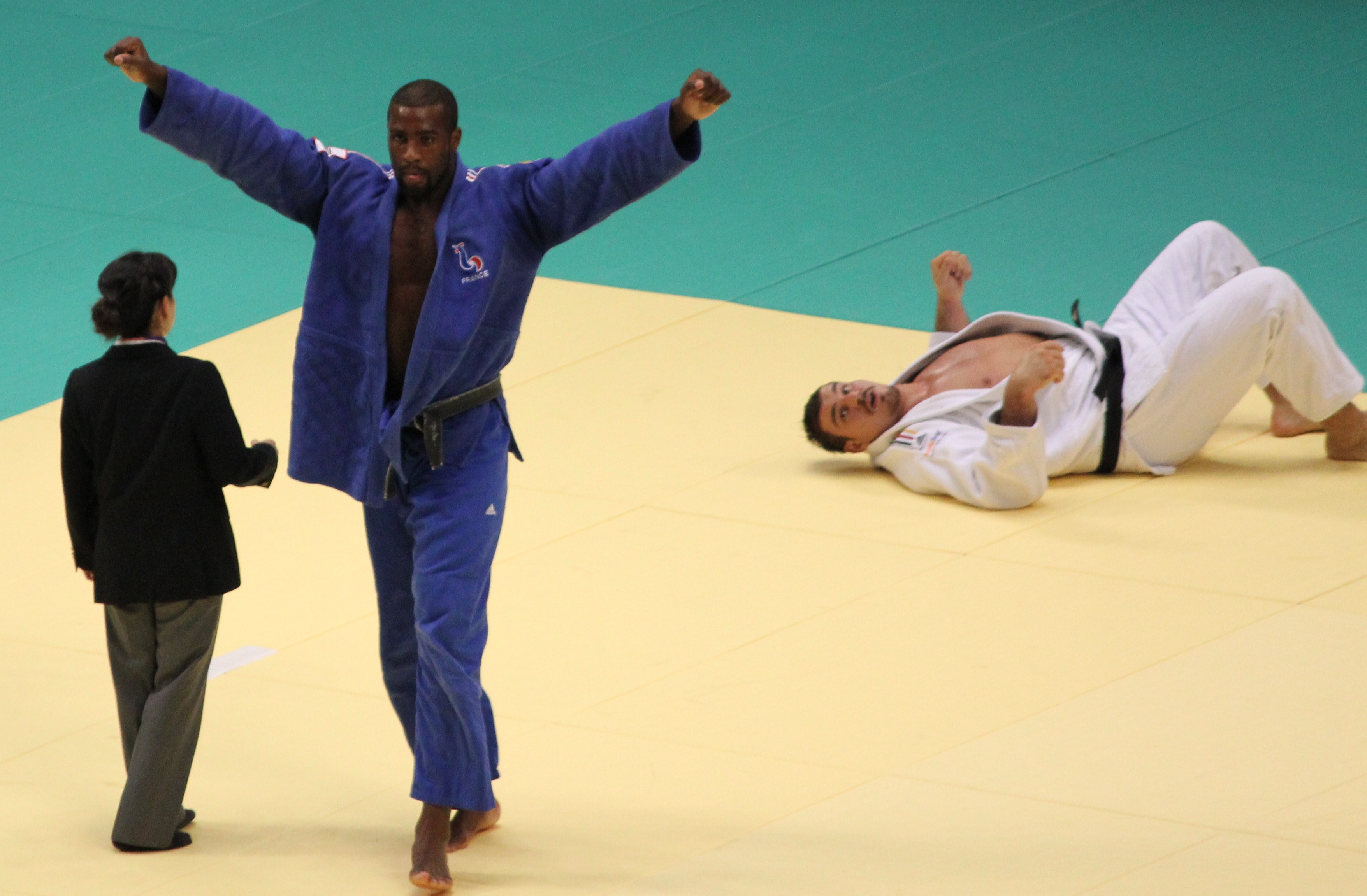
Campionati mondiali di judo 2010

 È stato imbattuto per 154 incontri, dal 2010 fino al 2020.
Nel 2024 viene scelto, insieme alla connazionale ex velocista Marie-José Pérec, come ultimo tedoforo per accendere il braciere olimpico di Parigi 2024.

## Palmarès
- Giochi olimpici

Pechino 2008: bronzo nei +100 kg
Londra 2012: oro nei +100 kg
Rio de Janeiro 2016: oro nei +100 kg
Tokyo 2020: oro nella gara a squadre e bronzo nei +100 kg
Parigi 2024: oro nei +100 kg e nella gara a squadre
- Mondiali

Rio de Janeiro 2007: oro nei +100 kg.
Parigi Levallois 2008: oro nell'open.
Rotterdam 2009: oro nei +100 kg.
Tokyo 2010: oro nei +100 kg e argento nell'open.
Parigi 2011: oro nei +100 kg e a squadre maschili.
Rio de Janeiro 2013: oro nei +100 kg.
Ĉeljabinsk 2014: oro nei +100 kg.
Astana 2015: oro nei +100 kg.
Budapest 2017: oro nei +100 kg e bronzo a squadre miste.
Marrakech 2017: oro nell'open.
Doha 2023: oro nei +100 kg.
- Europei

Belgrado 2007: oro nei +100 kg.
Vienna 2010: argento a squadre maschili.
Istanbul 2011: oro nei +100 kg e argento a squadre maschili.
Budapest 2013: oro nei +100 kg.
Montpellier 2014: oro nei +100 kg e bronzo a squadre maschili.
Kazan' 2016: oro nei +100 kg.

### IJF World Tour
| Evento                  | Data             | Località | Paese         | Categoria | Risultato |
| ----------------------- | ---------------- | -------- | ------------- | --------- | --------- |
| Grand Slam Paris        | 08 febbraio 2009 | Parigi   | Francia       | +100 kg   | Oro       |
| IJF World Masters Suwon | 17 maggio 2010   | Suwon    | Corea del Sud | +100 kg   | Oro       |
| Grand Slam Paris        | 07 febbraio 2010 | Parigi   | Francia       | +100 kg   | Oro       |
| IJF World Masters Baku  | 16 gennaio 2011  | Baku     | Azerbaigian   | +100 kg   | Oro       |
| Grand Slam Paris        | 6 febbraio 2011  | Parigi   | Francia       | +100 kg   | Oro       |
| Grand Slam Paris        | 05 febbraio 2012 | Parigi   | Francia       | +100 kg   | Oro       |
| Grand Slam Paris        | 10 febbraio 2013 | Parigi   | Francia       | +100 kg   | Oro       |
| Grand Prix Jeju         | 29 novembre 2014 | Jeju     | Corea del Sud | +100 kg   | Oro       |
| IJF World Masters Rabat | 24 maggio 2015   | Rabat    | Marocco       | +100 kg   | Oro       |
| Grand Prix Qingadao     | 22 novembre 2015 | Qingdao  | Cina          | +100 kg   | Oro       |
| Grand Prix Jeju         | 28 novembre 2015 | Jeju     | Corea del Sud | +100 kg   | Oro       |
| Grand Prix Samsun       | 03 aprile 2016   | Samsun   | Turchia       | +100 kg   | Oro       |
| Grand Prix Zagreb       | 01 ottobre 2017  | Zagabria | Croazia       | +100 kg   | Oro       |
| Grand Prix Montreal     | 05 luglio 2019   | Montreal | Canada        | +100 kg   | Oro       |
| Grand Slam Brasilia     | 08 ottobre 2019  | Brasilia | Brasile       | +100 kg   | Oro       |
| IJF World Masters Doha  | 13 gennaio 2021  | Doha     | Qatar         | +100 kg   | Oro       |
| Grand Slam Budapest     | 10 luglio 2022   | Budapest | Ungheria      | +100 kg   | Oro       |
| Grand Slam Paris        | 05 febbraio 2023 | Parigi   | Francia       | +100 kg   | Oro       |